# Tournoi de clôture du championnat du Belize de football 2017
Navigation
Saison précédente Saison suivante
Le Tournoi Clausura 2017 est le quatorzième tournoi saisonnier disputé au Belize.
C'est cependant la 35e fois que le titre de champion du Belize est remis en jeu.
Lors de ce tournoi, le Belmopan Bandits a conservé son titre de champion du Belize face aux sept meilleurs clubs beliziens.
Chacun des huit clubs participants était confronté deux fois aux autres équipes. Puis les quatre meilleurs se sont affrontés lors d'une phase finale à la fin de la saison.
Seulement une place pouvait être qualificative pour la Ligue de la CONCACAF.

## Les 8 clubs participants
Ce tableau présente les huit équipes qualifiées pour disputer le championnat 2016-2017. On y trouve le nom des clubs, le nom des stades dans lesquels ils évoluent ainsi que la capacité et la localisation de ces derniers.
| Club                           | Stade                       | Capacité | Ville       |
| Defence Force                  | Stade MCC Grounds           | 2 000    | Belize City |
| Belmopan Bandits               | Stade Isidoro Beaton        | 2 500    | Belmopan    |
| FC Belize                      | Stade MCC Grounds           | 2 000    | Belize City |
| Paradise/Freedom Fighters (en) | Toledo Union Field (en)     | -        | Punta Gorda |
| Placencia Assassins (en)       | Stade Michael Ashcroft (en) | 2 000    | Mango Creek |
| Police United                  | Stade Norman Broaster       | 2 000    | San Ignacio |
| Verdes FC                      | Stade Norman Broaster       | 2 000    | San Ignacio |
| Wagiya (en)                    | Stade Carl Ramos            | 3 500    | Dangriga    |

Localisation des clubs engagés dans le championnat
| \| Defence Force FC Belize Verdes FC Police United Belmopan Bandits Placencia Assassins Wagiya Paradise/Freedom Fighters \| |
| Defence Force FC Belize Verdes FC Police United Belmopan Bandits Placencia Assassins Wagiya Paradise/Freedom Fighters       |

## Compétition
Le tournoi Clausura se déroule de la façon suivante, en deux phases :
- La phase régulière : les dix-huit journées de championnat.
- La phase finale : les matchs aller-retour allant des demi-finales à la finale.

### Phase régulière
Lors de la phase régulière les huit équipes affrontent à deux reprises les sept autres équipes selon un calendrier tiré aléatoirement.
Les quatre meilleures équipes sont qualifiées pour le second tour.
Le classement est établi sur le barème de points classique (victoire à 3 points, match nul à 1, défaite à 0).
Le départage final se fait selon les critères suivants :
- Le nombre de points.
- La différence de buts générale.
- Le nombre de buts marqué.

| Rang | Équipe                         | Pts | J  | G  | N | P  | Bp | Bc | Diff |
| ---- | ------------------------------ | --- | -- | -- | - | -- | -- | -- | ---- |
| 1    | Belmopan Bandits T             | 36  | 14 | 11 | 3 | 0  | 39 | 8  | +31  |
| 2    | Police United                  | 25  | 14 | 6  | 7 | 1  | 27 | 15 | +12  |
| 3    | Verdes FC                      | 25  | 14 | 7  | 4 | 3  | 21 | 16 | +5   |
| 4    | Defence Force                  | 23  | 14 | 6  | 5 | 3  | 26 | 21 | +5   |
| 5    | FC Belize                      | 16  | 14 | 4  | 4 | 6  | 18 | 21 | -3   |
| 6    | Placencia Assassins (en)       | 13  | 14 | 4  | 1 | 9  | 17 | 22 | -5   |
| 7    | Paradise/Freedom Fighters (en) | 11  | 14 | 3  | 2 | 9  | 17 | 32 | -15  |
| 8    | Wagiya (en)                    | 5   | 14 | 1  | 2 | 11 | 17 | 47 | -30  |

| Légende : Qualifications et relégations | Légende : Qualifications et relégations |
| --------------------------------------- | --------------------------------------- |
|                                         | Qualifié pour le second tour            |
|                                         | T Tenant du titre                       |

#### Résultats
| Résultats (▼dom., ►ext.)                                   | Def | Belm | Beli | Fre | Pla | Pol | Ver | Wag  |
| Defence Force                                              |     | 0-4  | 2-1  | 3-1 | 2-0 | 2-2 | 0-3 | 6-0  |
| Belmopan Bandits                                           | 2-1 |      | 1-0  | 4-1 | 3-1 | 0-0 | 2-0 | 11-0 |
| FC Belize                                                  | 2-2 | 1-1  |      | 1-2 | 3-2 | 1-0 | 3-0 | 2-1  |
| Paradise/Freedom Fighters (en)                             | 1-2 | 0-3  | 1-1  |     | 2-1 | 0-3 | 0-1 | 4-2  |
| Placencia Assassins (en)                                   | 1-2 | 1-2  | 2-0  | 2-1 |     | 2-2 | 0-1 | 2-0  |
| Police United                                              | 1-1 | 1-1  | 3-2  | 4-1 | 2-0 |     | 1-1 | 2-1  |
| Verdes FC                                                  | 1-1 | 0-2  | 3-0  | 1-1 | 2-1 | 2-2 |     | 5-3  |
| Wagiya (en)                                                | 2-2 | 2-3  | 1-1  | 4-2 | 0-2 | 1-4 | 0-1 |      |
| - Victoire à domicile - Match nul - Victoire à l'extérieur |     |      |      |     |     |     |     |      |

### La Phase Finale
Lors de cette édition, la seconde phase du championnat a changé de format, les quatre équipes qualifiées sont désormais réparties dans un tableau final d'après leur classement général.
En cas d'égalité sur la somme des deux matchs, c'est l'équipe ayant marqué le plus de buts à extérieur qui l'emporte puis une prolongation et une séance de tirs au but ont éventuellement lieu.

#### Tableau
|  |                  |            |            |            |                  |     |   |        |        |        |        |        |
|  | 1/2 finale       | 1/2 finale | 1/2 finale | 1/2 finale | 1/2 finale       |     |   | Finale | Finale | Finale | Finale | Finale |
|  |                  |            |            |            |                  |     |   |        |        |        |        |        |
|  |                  |            |            |            |                  |     |   |        |        |        |        |        |
|  | Belmopan Bandits | (1)        | 1          | 1          |                  |     |   |        |        |        |        |        |
|  | Belmopan Bandits | (1)        | 1          | 1          |                  |     |   |        |        |        |        |        |
|  | Defence Force    | (4)        | 0          | 1          |                  |     |   |        |        |        |        |        |
|  | Defence Force    | (4)        | 0          | 1          | Belmopan Bandits | (1) | 0 | 1      |        |        |        |        |
|  |                  |            |            |            |                  | (1) | 0 | 1      |        |        |        |        |
|  |                  |            | Verdes FC  | (3)        | 0                | 0   |   |        |        |        |        |        |
|  | Police United    | (2)        | Verdes FC  | (3)        | 0                | 0   | 0 | 2      | 0(7)   |        |        |        |
|  | Police United    | (2)        |            |            |                  |     | 0 | 2      | 0(7)   |        |        |        |
|  | Verdes FC        | (3)        | 2          | 0          | 0(8)             |     |   |        |        |        |        |        |
|  | Verdes FC        | (3)        | 2          | 0          | 0(8)             |     |   |        |        |        |        |        |

#### Demi-finales
| Club             | Aller | Retour | Club          | Commentaire       |
| Belmopan Bandits | 1-0   | 1-1    | Defence Force |                   |
| Police United    | 0-2   | 2-0    | Verdes FC     | Tirs au but : 7-8 |

#### Finale
| Match aller | Verdes FC | 0:0   | Belmopan Bandits | Stade Norman Broaster |  |
| 7 mai 2017  |           | (0:0) |                  |                       |  |

| Match retour | Belmopan Bandits | 1:0 | Verdes FC | Stade Isidoro Beaton |  |
| 13 mai 2017  | Buteur inconnu   |     |           |                      |  |

## Bilan du tournoi
| Tournoi de clôture du championnat de football du Belize 2017 |                             |
| Champion                                                     | Belmopan Bandits (7e titre) |
| Dauphin                                                      | Verdes FC                   |
| Qualifications continentales                                 |                             |
| Ligue de la CONCACAF 2017                                    | Belmopan Bandits            |

## Statistiques

### Buteurs
| Rang | Nom | Équipe | Buts |
| 1    |     |        | -    |
| 2    |     |        | -    |
| 3    |     |        | -    |